# San Antonio (stacja kolejowa)
San Antonio – stacja kolejowa w San Antonio, w stanie Teksas, w Stanach Zjednoczonych. Jest obsługiwana przez dwie linie Amtrak, Sunset Limited i Texas Eagle. Dwie linie są w rzeczywistości częścią tego samego pociągu z Los Angeles, w Kalifornii, ale dzieli się je na tej stacji z Sunset Limited biegnie do Nowego Orleanu, a Texas Eagle do Chicago.
Amtrak wcześniej wykorzystywanł historyczny Southern Pacific Railroad Station, znany również jako Sunset Station, który został zaprojektowany przez architekta SP Daniela J. Pattersona, i zbudowany w 1902 roku przez Southern Pacific Railroad. Projekt jest zbudowany w stylu hiszpańskiej misji. Znajduje się on w National Register of Historic Places z 1975 roku. Amtrak przeniósł działalność w 1998 roku do mniejszego dworca, który został zbudowany w sąsiedztwie starszej stacji. Pod właścicielem budynku, VIA Metropolitan Transit, przeszedł gruntowną renowację i obecnie służy jako kompleks rozrywkowy. Stacja także sąsiaduje z Alamodome. Istnieje nawet zachowana lokomotywa parowa 2-8-2 Baldwin "Mikado", które należały do linii kolejowej Southern Pacific, został przekazany do miasta San Antonio pod koniec ich eksploatacji w 1956 roku i umieszczony na wystawie statycznej w pobliżu Park Maverick na wiele lat przed przenosinami do stacji. Kolejnego "Mikado", podarowano równocześnie miastu Austin, który obsługuje pociągi wycieczkowe na żywo dla miłośników pary przez Austin Steam Train Association.
Stacja San Antonio obsługuje Amtrak Thruway Motorcoach obsługujących Harlingen, Brownsville, oraz McAllen.
Spośród 19 stacji w Teksasie obsługiwanych przez Amtrak, San Antonio był na drugim miejscu pod względem ruchu w 2010 r., ze średnio około 160 pasażerów dziennie.